# III. Adorján pápa
III. Szent Adorján vagy Hadrián (latinul: Hadrianus), (?, Róma – 885. szeptember 15., S. Cesalo sul Panaro, Modena közelében) volt a 110. pápa a katolikus egyház történelmében 884. május 17-től. Egy olyan korban uralkodott rövid ideig, amikor Itáliát és egész Európát bizonytalanság és felfordulás uralta. Így nem csoda, hogy Adorján pontifikátusáról alig tudunk valamit.

## Élete
Rómában született a Colonna család sarjaként. Papi pályáját szerzetesként kezdte, és csak később lett a világi klérus tagja. 884. május 17-én a római zsinat valószínűleg csak átmeneti megoldásként választotta meg az idős Adorjánt a keresztény egyház élére. A háborúk és pusztítás sújtotta félszigeten kitört éhínség idején Róma népének mindig segítséget nyújtott. 885 szeptemberében aztán Wormsba igyekezett kíséretével, mert Kövér Károly császár birodalmi gyűlést hívott össze ebbe a városba. A császár trónja utódlását akarta megtárgyalni a gyűlésen, és a szaracénok elleni küzdelemről is szó lett volna.
Adorjánt útközben utolérte a halál, amikor kíséretével Modena mellett haladt el. A Nonantulai kolostorban helyezték örök nyugalomra. 1891. június 2-án XIII. Leó pápa avatta szentté. Tiszteletének pontos okát nem tudjuk, de valószínűleg az éhségben nyújtott segítsége miatt avatták szentté. Ünnepét július 8-án tartják.

## Művei
- Documenta Catholica Omnia (latin nyelven). (Hozzáférés: 2011. december 6.)